# 4168 Millan
4168 Millan è un asteroide della fascia principale. Scoperto nel 1979, presenta un'orbita caratterizzata da un semiasse maggiore pari a 2,5647661 UA e da un'eccentricità di 0,2397655, inclinata di 12,35266° rispetto all'eclittica.